# Yoshiwara (film)
Pour l’article homonyme, voir Yoshiwara.
Pour plus de détails, voir Fiche technique et Distribution.
Yoshiwara est un film français réalisé par Max Ophüls, sorti en 1937.

## Synopsis
Yoshiwara est le quartier réservé de Tokyo, où les geishas exercent leur métier. Afin de sauver leur patrimoine familial en danger, les parents de Kohana envoient celle-ci se prostituer. Là, elle fait la connaissance de plusieurs personnages, dont le lieutenant russe Serge Polenoff et le coolie Isamo. La rivalité amoureuse des deux hommes va finir en drame.

## Fiche technique
- Titre : Yoshiwara
- Réalisation : Max Ophüls
- Scénario : Arnold Lipp, Wolfgang Wilhelm (en), J. Dapoigny et Max Ophuls, d'après le roman de Maurice Dekobra
- Chef opérateur : Eugen Schüfftan et René Colas
- Musique : Paul Dessau
- Montage : Pierre Méguérian
- Décors : André Barsacq, Léon Barsacq
- Costumes : Laure Lourié
- Assistant réalisateur : Ralph Baum
- Scripte : Jacqueline Audry
- Production : Hermann Millakowsky
- Format : Son mono (RCA Photophone)  - Noir et blanc - 35 mm  - 1,37:1
- Genre : Film dramatique, romance
- Durée : 102 min
- Date de sortie : 
  - France : 22 octobre 1937

## Distribution
- Pierre Richard-Willm : Lieutenant Serge Polenoff
- Sessue Hayakawa : Isamo
- Michiko Tanaka : Kohana
- Roland Toutain : Pawlik
- Lucienne Le Marchand : Namo
- André Gabriello : Pô
- Camille Bert : le commandant
- Foun-Sen : la geisha
- Philippe Richard : l'attaché russe
- Georges Saillard : le médecin
- Léon Arvel
- Léon Larive
- Georges Paulais

## Autour du film
La production du film semble s'être déroulée dans un contexte chaotique. Au départ, le film devait être tourné en décors naturels, au Japon. Puis la décision fut prise de rester en studio et de réaliser le projet au Jardin japonais de la Porte de Saint-Cloud. Le film demeura le plus mauvais souvenir d'Ophuls.